# Роберт Мамбо Мумба
Роберт Мамбо Джордж Ранду Мумба (англ. Robert Mambo George Randu Mumba; нар. 25 жовтня 1978, Момбаса, Кенія) — кенійський футболіст та тренер, півзахисник шведського клубу «Купа».

## Клубна кар'єра
На юнацькому рівні виступав за «Бандарі» та «Нйоку». У дрослому футболі дебютував 1998 року виступами за клуб «Кенія Пайплайн». Після цього виїхав до Бельгії, де підписав контракт з «Гентом». Проте майже одразу відправився в оренду до нижчолігового «Расінга» (Гент), а потім до кенійського «Кост Старз», по завершенні оренд проданий в «Еребру». Дебютував в Аллсвенскані 17 травня в переможному (2:1) поєдинку проти АІКа. 3 жовтня він відзначився першим голом у переможному (2:1) поєдинку проти АІКа. 
Потім грав за норвезький «Вікінг». Дебютував у Елітесеріені 10 квітня 2005 року в переможному (2:1) поєдинку проти «Буде-Глімт», де замінив Бйарта Люнде Арсгейма. Вже в наступному матчі проти «Фредрікстада» відзначився дебютним голом, проте його команда програла (1:2).
По завершенні контракту з «Вікінгом» повернувся до Швеції, де проходив військову службу в «Геккені».Уновому клубі дебютував 17 липня 2006 року в переможному (3:1) поєдинку проти «Гельсінгборга», в якому також відзначився голом. Потім грав за «ГІФ Сундсвалль». У 2010 році відправився в оренду до «Умео», який грав у дивізіоні 1, група «Північ». 8 лютого 2011 року розірвав контракт з «ГІФ Сундсвалль» та приєднався до «Далькурда», в якому виступав до лютого 2014 року, коли перейшов до аматорського шведського клубу «Гют». Зпшплом зіграв 51 матч (11 голів) в Аллсвенскані («Еребру», «Геккен», «ГІФ Сундсвалль»), а також 43 матчі (9 голів) у Супереттані. 
Напередодні старту сезону 2017 року Мамбо Мумба приєднався до клубу Дивізіону 4 (шостий дивізіон чемпіонату Швеції) «ІФ Левід». У трьох матчах за клуб відзначився 4-а голами. Восени 2017 року Роберт перейшов до «ІК Екеру». Восени 2017 року зіграв 4 матчі у складі клубу. У сезоні 2018 року Мамбо Мумба зіграв 9 матчів та відзначився 5-а голами за «Дальгем» у 6-у Дивізіоні (8 дивізіон чемпіонату Швеції).
Напередодні старту сезону 2019 року приєднався до представника 4-о дивізіону «Купа». Дебютував за нову команду 24 квітня 2019 року в переможному (4:1) поєдинку проти «ІФ Ганза-Губарг», в якому також відзначився голом. У складі «Купи» зіграв 8 матчів, в яких відзначився 8-а голами.

## Кар'єра в збірній
Зіграв понад 50 поєдинків у збірній, в яких відзначився 15-а голами. Учасник кубку африканських націй 2004. Разом з Мусою Отьєно в 2009 році завершив виступи в національній команді.

## Кар'єра тренера
У 2013 році був граючим головним тренером «Далькурда». Також працював тренером до завершення сезону в «Дальгемі». Клуб повинен був грати в Дивізіоні 3, але був змушений відмовитися від виступів у турнірі, через що йому було дозволено виступати в Дивізіоні 6. У сезоні 2019 року працював старшим тренером «Гют U-17».